# Minano
Minano (皆野町, Minano-machi) est un bourg du district de Chichibu, situé dans la préfecture de Saitama, au Japon.

## Géographie

### Situation
Minano est situé dans l'ouest de la préfecture de Saitama, dans le Grand Tokyo.

### Municipalités limitrophes
| Honjō    | Nagatoro | Yorii           |
| Kamikawa | Minano   | Higashichichibu |
| Chichibu | Chichibu | Chichibu        |

### Démographie
Au 1er décembre 2013, la population de Minano s'élevait à 10 423 habitants répartis sur une superficie de 63,61 km2. En octobre 2024, la population était de 8 948 habitants.

## Histoire
Le village moderne de Minano a été créé le 1er avril 1889. Il a été élevé au rang de bourg le 10 novembre 1928.

## Transports
Minano est desservi par la ligne principale Chichibu de la Chichibu Railway.

## Jumelage
Minano a signé un traité d'amitié avec Bürstadt en Allemagne.